# タカハシスタジオ
タカハシスタジオは、かつて存在した日本のアニメ制作会社。
東京ムービー（現：トムス・エンタテインメント）でルパン三世_(TV第2シリーズ)や名探偵ホームズ等のプロデューサーを務めた高橋美光が独立し、設立。1980年代後半から2000年ごろにかけて活動した。公民館や児童施設などに卸す様な一般商業流通には乗らないアニメ作品を多く手掛けた。1990年代末頃から制作路線を変更しようとするも、いずれも日の目を見ることなく2001年春に倒産。その残滓がテレビアニメ企画「ハイジとクララ2000」と劇場アニメ作品「シャム猫」である。
最後の所在地は、東京都杉並区桃井１丁目３−４ 高橋ビル３F。隣の唐沢ビルには同じアニメーション制作スタジオのトライアングルスタッフが2000年12月末まで入居していた。
一部クレジット上では高橋スタジオと表記される場合がある。撮影会社のT2などとは無関係。

## 主な作品

### テレビアニメ
- らんま1/2（制作元請：スタジオディーン、原画、1989年）
- 赤ずきんチャチャ（制作元請：スタジオぎゃろっぷ、アニメーション制作協力、1994年-1995年）
- 怪盗セイント・テール（制作元請：東京ムービー新社、協力、1995年）
- きこちゃんすまいる（制作元請：マジックバス、制作協力、1996年-1997年）
- フォーチュン・クエストL（制作元請：イージー・フイルム、制作協力、1997年）
- ハイジとクララ2000（制作時期1998年-1999年頃、製作は瑞鷹、実制作は進んでいたが、頓挫し未公開）
- Di Gi Charat サマースペシャル2000（制作元請：マッドハウス、動画、2000年）[1]
- BRIGADOON まりんとメラン（制作元請：サンライズ、動画、2000年-2001年）

### OVA
- 華星夜曲（制作元請：マジックバス、動画、1988年）
- 力王 RIKI-OH 等括地獄（制作元請：マジックバス、アニメーション制作協力、1989年）
- WONDER“SAMMA”LAND サンタクロースつかまえた!（1989年）
- まんだら屋の良太（1989年）
- 独身アパートどくだみ荘II（制作元請：砂工房、制作協力、1989年）
- 楳図かずおの呪い（1990年）
- 独身アパートどくだみ荘III（1990年）
- モンキー・パンチの世界 アリス（1991年）
- 妖怪画談（1994年）
- サンタの山 妖精の森（1994年）

### 劇場アニメ
- ぼくへそまでまんが（制作年不明）[2]
- 海だ！船出だ！にこにこ、ぷん（制作元請：オープロダクション、作画協力、1989年）
- カッパの三平（1993年）
- いたずらあまんじゃく（1994年）[3]
- 星空のバイオリン（1995年）
- シャム猫（2001年、企画・制作、制作の大部分を担っていたが、倒産により武遊に引き継がれた）

## 関連人物
- 青木悠三
- モンキー・パンチ
- 水木しげる
- 御厨恭輔
- 棚橋一徳
- 平田敏夫
- 荒木伸吾
- 草間真之介
- 吉田健次郎
- 小松原一男
- 椛島義夫
- 荻原露光（荻原亨）
- 水谷利春
- 櫻井美知代
- 藤岡正宣
- 小田仁
- 大坂竹志
- 平松達也
- 鈴木幹尋